# Saki Takashima
Saki Takashima (jap. 高島 咲季, Takashima Saki; * 18. Februar 2002) ist eine japanische Sprinterin, die sich auf den 400-Meter-Lauf spezialisiert hat.

## Sportliche Laufbahn
Erstmals trat Saki Takashima 2019 bei den Jugendasienmeisterschaften in Hongkong international in Erscheinung. Dort siegte sie über 400 Meter in 54,83 s. Ende September nahm sie in der Mixed-Staffel an den Weltmeisterschaften in Doha teil und schied dort mit 3:18,77 min im Vorlauf aus.

## Persönliche Bestleistungen
- 200 Meter: 23,76 s (+1,3 m/s), 7. August 2019 in Okinawa
- 400 Meter: 53,31 s, 3. Mai 2019 in Fukuroi